# Comicsgate
Le Comicsgate est un mouvement inorganisé d'opposition à la promotion des diversités dans les comics, qu'il s'agisse des créateurs, des personnages ou des histoires. La critique principale est que cette mise en avant des minorités nuit à la qualité des histoires et génère une chute des ventes de comics,,. Le terme est dérivé du Gamergate, un mouvement similaire dans l'univers du jeu vidéo,. Les personnes considérées comme faisant partie du Comicsgate se présentent comme un mouvement de consommateurs et ont d'abord utilisé les réseaux sociaux pour défendre leurs idées. Depuis certains ont publié des livres pour présenter leurs opinions. Le Comicsgate est rattaché à l'alt-right,,,. Plusieurs analystes jugent qu'il s'agit d'une campagne de harcèlement, qui vise « les femmes, les personnes de couleur et les LGBT dans l'industrie du comic book ». Il a été accusé d'avoir provoqué le vandalisme d'un magasin et de menaces contre d'autres.

## Opinions
Les membres du mouvement s'opposent à la diversification dans les comics et surtout à l'augmentation du nombre d'autrices et de personnages féminins,,,. Parmi les exemples de cette diversification jugée malvenue se trouve l'expérience All-New, All-Different Marvel (en) proposée par Marvel Comics à la fin des années 2010, dans laquelle plusieurs super-héros blancs Wolverine, Thor, Hulk, Captain America et Spider-Man ont été remplacés par des femmes ou des personnages issus des minorités ethniques. Par ailleurs ils se sont plaints que des histoires faisaient références aux questions sociétales de l'époque et que les personnages féminins étaient moins sexualisés.
Ils affirment que la diversité dans les comics, aussi bien chez les auteurs que chez les personnages, a entraîné une baisse de la qualité et une chute des ventes,,. Même s'il est vrai que les ventes de comics ont connu durant cette période une baisse, celle-ci n'était pas propre à ces comics que le Comicsgate épinglait ; d'ailleurs certains de ces comics se sont très bien vendus,,.

## Actions

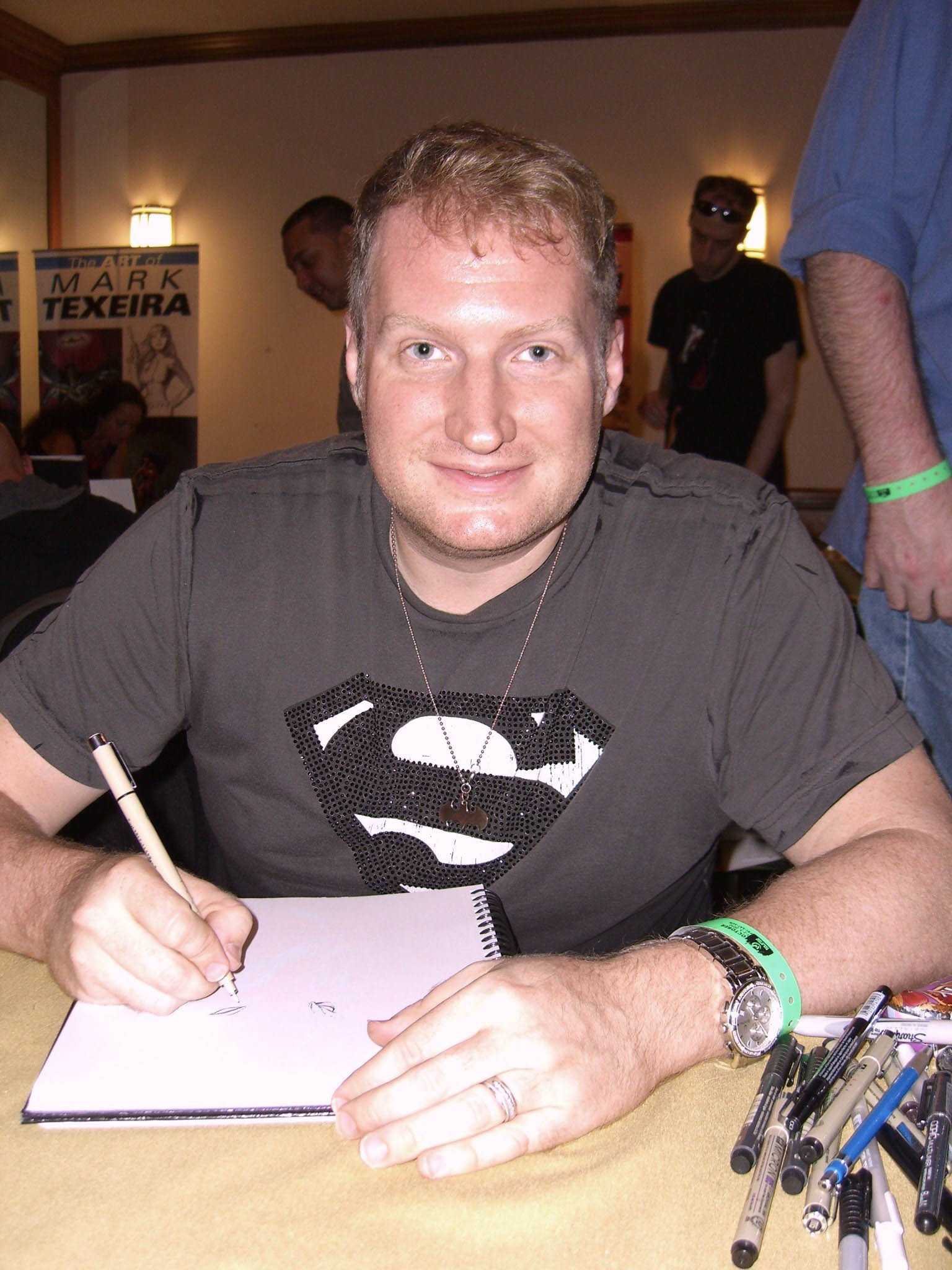
Le dessinateur Ethan Van Sciver est une figure importante du Comicsgate.

Le commentateur Richard C. Meyer ,, et le dessinateur de comics Ethan Van Sciver, sont des figures importantes de cette action.
En 2016, la superhéroïne Oiseau moqueur est dessinée sur une couverture de comics portant un t-shirt sur lequel est inscrit « Ask Me About My Feminist Agenda ». Cela déclenche une campagne de harcèlement sur Twitter contre la scénariste Chelsea Cain (en), y compris la diffusion d'un dessin montrant Oiseau moqueur apparemment morte après une attaque violente avec la phrase du t-shirt utilisé en légende.
En juillet 2017, Heather Antos, assistante-éditrice chez Marvel poste sur un réseau social une photographie de plusieurs jeunes femmes de Marvel prenant un milkshake en hommage à Flo Steinberg qui fut une des rares femmes à travailler pour l'éditeur durant des décennies. Cette photo attire l'attention de personnes liées au Comicsgate,,. Antos est présentée comme engagée pour diversifier les personnels et comme une « bimbo incapable » et étant du « genre à faire de fausses accusations de viol »,,. Le groupe, d'une façon plus générale est présenté comme étant « constitué de fausses geeks », « prônant une vertu ostentatoire » et « le plus terrifiant groupe stéréotypé de Social justice warriors qu'on puisse imaginer »,,. Antos affirme quelque temps plus tard, alors avoir reçu des menages de viol, d'être menacé  de doxxing et d'être avec ses collègues victime d'une campagne de harcèlement en ligne,,,.